# 4845
4845(사천팔백사십오)는 4844보다 크고 4846보다 작은 자연수다.

## 수학
- 합성수로, 그 약수는 총 16개다. (1, 3, 5, 15, 17, 19, 51, 57, 85, 95, 255, 285, 323, 969, 1615, 4845)
  - 4845의 진약수의 합은 3795이므로, 4845는 부족수다.
- 57번째 오각수다. 앞의 오각수는 4676, 다음은 5017이다.
- 17번째 오포체수다. 앞의 오포체수는 3876, 다음은 5985다.
- {\displaystyle 4845=15\times 17\times 19}
  - 연속하는 세 홀수의 곱으로 나타낼 수 있으며, 이 성질을 지닌 앞의 수는 3315, 다음 수는 6783이다.
- {\displaystyle 77^{8}-1}은 4845로 나누어떨어진다.

## 과학
- NGC 4845(영어판): 처녀자리 방향에 있는 나선은하.
- 4845 쓰베쓰(일본어판): 소행성.

## 기타
- 연도: 4845년, 기원전 4845년

## 같이 보기
- 4000